# 彭沙功·麦塔立卡侬
彭沙功·麦塔立卡侬（1992年2月25日—），昵称托伊，是出生于安纳乍伦的泰国男演员兼模特。代表作有《名门绅士之缘定芳林》、《丘比特命令》、《伪烛之焰》、《恣意情思》等。2011 年，因参加「The ldol Project 2」选秀比赛而开始进入娱乐圈，并与泰国第3电视台签约成为该台旗下男艺人。